# Autodromo Enzo e Dino Ferrari
El Autodromo Enzo e Dino Ferrari (oficialmente Autodromo Internazionale Enzo e Dino Ferrari), conocido comúnmente como Circuito de Imola, es un autódromo de 4,9 km situado en Imola, región de Emilia-Romaña, Italia, unos 30 km al sureste de la ciudad de Bolonia. Es uno de los principales de su país, habiendo albergado carreras de numerosos campeonatos mundiales y europeos de automovilismo y motociclismo además de italianos.
El circuito llevaba originalmente el nombre de Autodromo di Castellaccio. Luego se llamó Autodromo Dino Ferrari en honor a Dino Ferrari, hijo de Enzo Ferrari, que falleció en 1956 a los 24 años. Tras la muerte de Enzo, en 1988, su nombre se añadió al de su hijo, llevando así el circuito de Imola a su nombre actual.

## Historia
La región de Emilia-Romaña alberga varios constructores de automóviles de carreras, como Ferrari, Lamborghini y Maserati. Al terminar la Segunda Guerra Mundial, la ciudad de Imola lanzó un programa para mejorar la economía local. Cuatro entusiastas de las carreras automovilísticas propusieron la construcción de una nueva vía que unía vías públicas existentes y que podía ser utilizada por los constructores locales para probar sus prototipos. La construcción se inició en marzo de 1950. Las primeras pruebas de vehículos se llevaron a cabo dos años más tarde cuando Enzo Ferrari mandó a probar uno de sus vehículos.
En abril de 1953, se disputaron las primeras carreras de motociclismo en Imola y la primera carrera de automovilismo se corrió en junio de 1954. La Fórmula 2 Europea visitó el autódromo de Imola en 1970 y 1972; luego volvería en 2009. El Campeonato Mundial de Resistencia disputó carreras en 1965, 1974, 1976, 1977 y 1984.
De la misma manera, el Campeonato Mundial de Motociclismo de Velocidad compitió allí en 1972, 1974, 1975, 1977, 1979 y 1988 bajo el título Gran Premio de Italia de Motociclismo, en 1981 y 1983 como el Gran Premio de San Marino de Motociclismo, y desde 1996 hasta 1999 como el Gran Premio de la Ciudad de Imola de Motociclismo.
La Fórmula 3000 Internacional visitó Imola de manera independiente en 1986 y 1987, y desde 1998 hasta 2004 como carrera previa a la de Fórmula 1. Su sucesor, la GP2 Series, acompañó a la Fórmula 1 en las dos últimas ediciones del Gran Premio de San Marino, en 2005 y 2006. La Fórmula 3000 Europea, la Eurocopa de Fórmula Renault V6 y la Fórmula Master Internacional son otros campeonatos europeos de monoplazas que corrieron en Imola.
Además del Campeonato Mundial de Motociclismo de Velocidad, el Campeonato Mundial de Superbikes disputó una fecha en Imola entre 2001 y 2006, y luego a partir de 2009, en tanto que el Campeonato Mundial de Motociclismo de Resistencia corrió allí en 2002 y 2003. El Campeonato FIA GT compitió allí en 2005 y 2006; el Campeonato Europeo de Turismos lo hizo en 2004, el Campeonato Mundial de Turismos en 2005, 2008 y 2009; y el Open Internacional de GT desde 2009.
Por otra parte, el autódromo ha albergado carreras de ciclismo en ruta, tales como el Campeonato Mundial de Ciclismo en Ruta de 1968 y 2020, y el Giro de Italia de 2015 y 2018.

### Fórmula 1
En abril de 1963 se corrió la primera carrera de Fórmula 1 en Imola como fecha no puntuable para el campeonato y fue ganada por Jim Clark para Lotus. Una segunda carrera no válida para el campeonato Mundial de Fórmula 1, llamada Gran Premio Dino Ferrari, se corrió en 1979 y fue ganada por Niki Lauda corriendo para Brabham-Alfa Romeo. El Gran Premio de Italia de 1980 tuvo lugar en Imola. Para que ese país pudiera ser anfitrión de dos Grandes Premios de Fórmula 1 a partir de 1981, la carrera de Imola se denominó Gran Premio de San Marino; la última edición fue en 2006.
En 2020 volvió a albergar a la Fórmula 1, como sede del Gran Premio de Emilia-Romaña. Tras el éxito del GP de 2020, empezaron a plantearse regresar para la temporada 2021, hasta que se confirmó por Michael Masi y los organizadores del GP.

## Cambios en el circuito

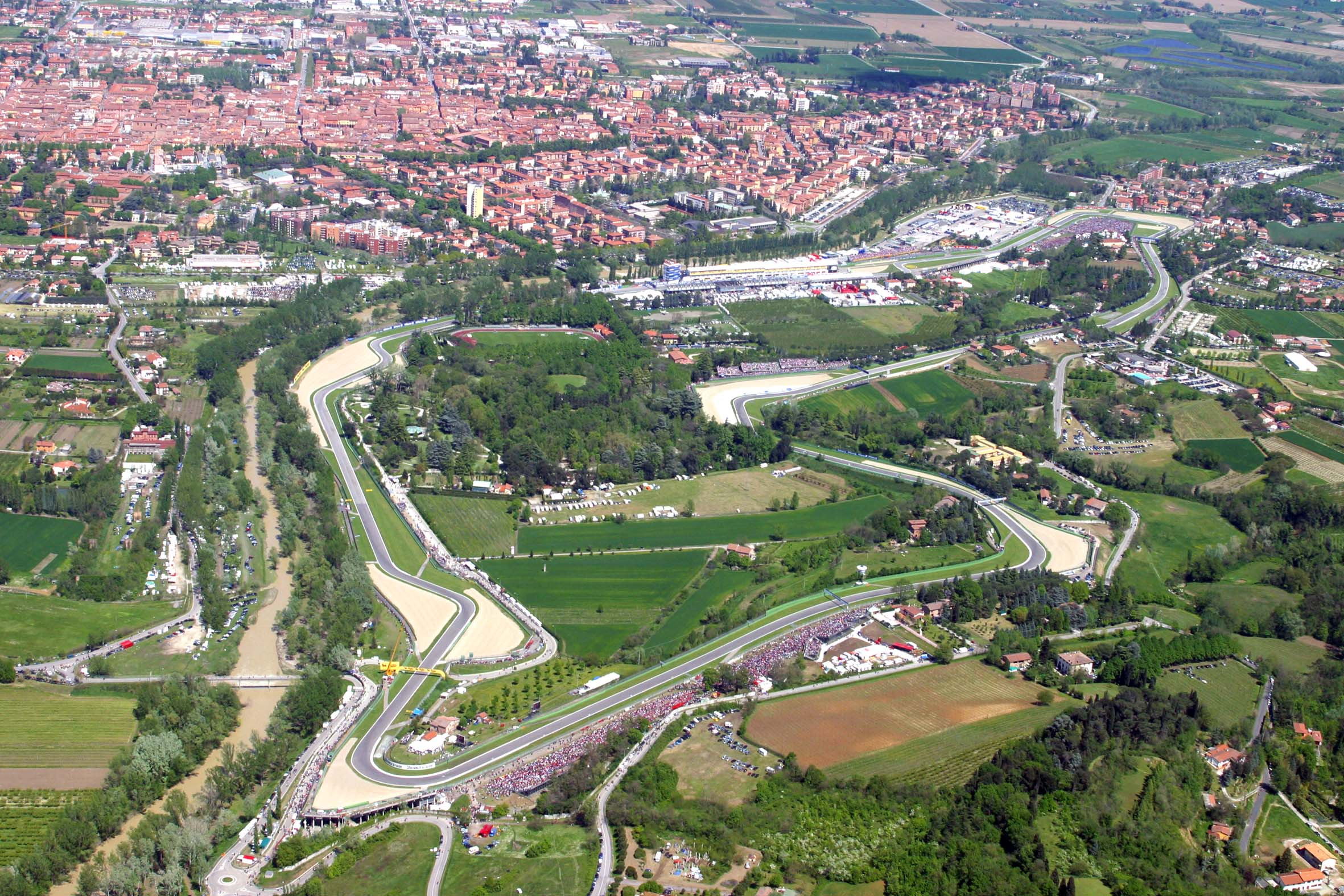
Imagen aérea del trazado de 2010. Se observa la zona de escape generada tras la modificación de curvón a chicana de Tamburello y el Río Santerno discurriendo en el lateral del autódromo.

El circuito inicial sufrió una importante reforma en 1973 cuando, para ralentizar la velocidad máxima y mejorar la seguridad, se le agregaron las chicanas Acqua Minerale, la Variante Alta, la Variante Bassa y el Traguardo en los puntos más rápidos del trazado. Otra mejora importante fue en 1994, cuando tras la muerte de Ayrton Senna, se suprimió el rapidísimo curvón Tamburello, sin apenas escapatoria, reemplazándolo por una chicana mucho más lenta y segura. Aunque la investigación determinó que el accidente mortal de Roland Ratzenberger y el gravísimo accidente de Barrichello no se debieron a fallos estructurales del trazado (como sí era el caso del de Senna), los propietarios del circuito emprendieron una reforma integral del mismo, a petición de la FIA, que amenazó con no volver al trazado italiano si no se ejecutaban dichas reformas. Así, ante la imposibilidad física de ampliar la escapatoria de la horquilla de Tosa, se decidió colocar una chicana en el punto donde se ubicaba el antiguo curvón Villeneuve, rediseñando igualmente la recta previa que lo conectaba con Tamburello para disminuir las necesidades de escapatoria. Por idéntico motivo, se recortaron las rectas contiguas a las curvas de Rivazza. Como contrapartida, y previa ampliación notable de las escapatorias, la FIA autorizó al circuito a eliminar la antigua Variante Bassa y la chicana Acqua Minerale, introducidas en 1972. La chicana Traguardo fue rediseñada para adecuarse a la eliminación de la antigua Variante Bassa y pasó a llamarse nueva variante Bassa.
En el año 2007, el circuito se sometió a una serie de cambios eliminando la nueva Variante Bassa, reemplazándola por una recta, además se aprovechó para construir nuevos boxes y ampliar el paddock. En 2008 se estrenó el nuevo trazado pero se comprobó que, como ocurría antes de construirse la antigua variante Bassa, las motos llegaban demasiado rápido a la chicana Tamburello. Por eso al año siguiente se hizo una chicana contigua a la recta de meta (similar a la utilizada entre 1995 y 2007) que es usada por las competiciones de motociclismo. Los coches de Fórmula 1 no necesitan usar esta chicana debido a que, a diferencia de como ocurría hasta 1994, en la actualidad no existe el curvón Tamburello y la escapatoria de la chicana que hay en su lugar hace innecesaria la existencia de la nueva variante Bassa.
Así, en la actualidad, el circuito original perdura con las siguientes modificaciones: Variante Alta (desde 1972), Chicana Tamburello (desde 1994), Chicana Villeneuve (desde 1994) y recorte de las rectas cercanas a Rivazza (desde 1994).

## Gran Premio de San Marino de 1994

Diagrama que muestra las diferencias entre los trazados del circuito en 1994 y 2006.

Los pilotos Ayrton Senna y Roland Ratzenberger perdieron la vida en sendos accidentes en el Gran Premio de San Marino de 1994: Ratzenberger en los entrenamientos del sábado (en la curva Gilles Villeneuve) y Senna en el curvón Tamburello en la séptima vuelta de la carrera. El mismo fin de semana, Rubens Barrichello tuvo un fuerte choque que lo mantuvo alejado de las pistas varias semanas.
Por causa de estos accidentes, el circuito fue modificado en tres secciones. Antes de la curva Tamburello, originalmente una de las más rápidas del circuito, se añadió una chicane que obligaba a ralentizar el paso por el curvón posterior. La curva Gilles Villeneuve pasó a ser una chicane con el fin de eliminar la curva rápida y, al mismo tiempo, reducir la velocidad con la que se afrontaba la curva Tossa, que también había sido escenario de graves accidentes. Por último, la variante Bassa pasó de tener dos chicanes a una sola con el objetivo de ganar espacio para las escapatorias; esta variante pudo ser totalmente eliminada una década más tarde cuando se reformaron los boxes del circuito y se ampliaron las escapatorias.
Tamburello había sido testigo también de otros accidentes, como el de Gerhard Berger en el Gran Premio de San Marino de 1989 en el cual, después de estrellarse contra el muro, su monoplaza ardió en llamas durante 20 segundos.

## Ganadores

### Fórmula 1

#### Gran Premio de Imola
| Año  | Piloto    | Constructor  | Resultados |
| ---- | --------- | ------------ | ---------- |
| 1963 | Jim Clark | Lotus-Climax | Resultados |

#### Gran Premio Dino Ferrari
| Año  | Piloto     | Constructor        | Resultados |
| ---- | ---------- | ------------------ | ---------- |
| 1979 | Niki Lauda | Brabham-Alfa Romeo | Resultados |

- Los eventos que no formaron parte del Campeonato Mundial de Fórmula 1 se indican en fondo de color rosa.

### Campeonato de Fórmula 2 de la FIA
| Año  | Piloto           | Escudería         | Fecha       | Resultados |
| ---- | ---------------- | ----------------- | ----------- | ---------- |
| 2022 | Marcus Armstrong | Hitech Grand Prix | 23 de abril | Resultados |
| 2022 | Théo Pourchaire  | ART Grand Prix    | 24 de abril | Resultados |
| 2024 | Franco Colapinto | MP Motorsport     | 18 de mayo  | Resultados |
| 2024 | Isack Hadjar     | Campos Racing     | 19 de mayo  | Resultados |
| 2025 | Jak Crawford     | DAMS Lucas Oil    | 17 de mayo  | Resultados |
| 2025 | Alex Dunne       | Rodin Motorsport  | 18 de mayo  | Resultados |

### Campeonato de Fórmula 3 de la FIA
| Año  | Piloto           | Escudería             | Fecha       | Resultados |
| ---- | ---------------- | --------------------- | ----------- | ---------- |
| 2022 | Franco Colapinto | Van Amersfoort Racing | 23 de abril | Resultados |
| 2022 | Roman Staněk     | Trident               | 24 de abril | Resultados |
| 2024 | Oliver Goethe    | Campos Racing         | 18 de mayo  | Resultados |
| 2024 | Sami Meguetounif | Trident               | 19 de mayo  | Resultados |
| 2025 | Tim Tramnitz     | MP Motorsport         | 17 de mayo  | Resultados |
| 2025 | Santiago Ramos   | Van Amersfoort Racing | 18 de mayo  | Resultados |